# ГЕС Трі-Ан
ГЕС Трі-Ан — гідроелектростанція у південній частині В'єтнаму. Знаходячись після ГЕС Донг-Най 5, становить нижній ступінь каскаду на річці Донг-Най, яка починається на плато Lâm Viên та тече у західному і південному напрямках до злиття на околиці Хошиміна з річкою Сайгон (внаслідок цього формується Soài Rạp, яка за чотири десятки кілометрів досягає Південно-Китайського моря). Можливо відзначити, що між Донг-Най 5 та Трі-Ан планувалося спорудження ще кількох станцій (наприклад, Донг-Най 6 та Донг-Най 6А), проте ці проекти наразі відхилили.
У межах проекту річку перекрили кам'яно-накидною греблею висотою 40 метрів, довжиною 420 метрів та шириною по гребеню 10 метрів. Разом з допоміжними дамбами вона утримує водосховище з площею поверхні 323 км2 та об'ємом 2765 млн м3 (корисний об'єм 2547 млн м3), в якому припустиме коливання рівня поверхні в операційному режимі між позначками 50 та 62 метри НРМ (у випадку повені останній показник може зростати до 64 метрів НРМ).
Пригреблевий машинний зал обладнали чотирма турбінами потужністю по 100 МВт, які при напорі в 52 метри забезпечують виробництво 1,76 млрд кВт-год електроенергії на рік.
У 2016 році оголосили про наміри збільшити потужність станції Трі-Ан на 200 МВт. Завершення цього проекту очікується до 2025 року.
Видача продукції відбувається по ЛЕП, розрахованих на роботу під напругою 220 кВ.
Окрім виробництва електроенергії, гідрокомплекс Трі-Ан виконує функції зрошення (20 тисяч гектарів земель) та водозабезпечення.